# Albert von Mensdorff-Pouilly-Dietrichstein
Albert Viktor Julius Joseph Michael Graf von Mensdorff-Pouilly-Dietrichstein (5 de setembro de 1861 - 15 de junho de 1945) foi um diplomata austro-húngaro que serviu como embaixador em Londres no início da Primeira Guerra Mundial.
Nasceu em Lemberg (hoje Lviv) em 5 de setembro de 1861 como segundo filho de Alexander von Mensdorff-Pouilly, Príncipe von Dietrichstein zu Nikolsburg, um ex-político austro-húngaro, e sua esposa Alexandrine (nascida Condessa von Dietrichstein-Proskau und Leslie), herdeira dos príncipes de Dietrichstein. Por nascimento, ele era membro da família Mensdorff-Pouilly, originária de Lorraine, na França, e que fugiu da Revolução Francesa em 1790.
O conde von Mensdorff-Pouilly-Dietrichstein ingressou no serviço estrangeiro austro-húngaro em 1884 e foi designado como adido da embaixada em Paris e transferido para Londres em 1889. Suas ligações familiares com a corte britânica, derivadas do casamento de seu avô, o conde Emmanuel von Mensdorff-Pouilly com a tia da rainha Vitória, a princesa Sofia de Saxe-Coburgo-Saalfeld, e o seu pai eram afilhados e amigos favoritos do marido da rainha Vitória, o príncipe consorte. Em 6 de maio de 1904, ele apresentou suas credenciais como Embaixador da Monarquia Dual na Corte de St. James, uma promoção acima das cabeças de muitos de seus superiores, que veio a pedido de seu primo em segundo grau, o rei Eduardo VII.